# 格林堡 (上奥地利州)
格林堡（德語：Grünburg）是奥地利上奥地利州克雷姆斯河畔基希多夫县的一个市镇。总面积43.2平方公里，总人口3925人，人口密度90.9人/平方公里（2005年）。